# Miami Blues
Miami Blues (engelska: Moon Over Miami) är en amerikansk kriminaldramaserie från 1993. Den sändes på ABC mellan 15 september till 1 december 1993. I Sverige sändes den på SVT 1994.

## Handling
Överklasstjejen Gwen Cross rymmer från sitt bröllop och hela sitt liv genom att hoppa överbord från båten där bröllopet hålls. Walter Tatum jobbar som privatdetektiv i South Beach och anlitas för att finna henne men han behöver inte leta länge. 
Gwen vill inte tillbaka till sitt gamla liv utan vill helt byta livsstil och börja jobba, allt för att bli fri från sin pappa och hans pengar. Hon vill att Walter anställer henne som sin sekreterare. Walter är inte lika övertygad av den idén men det visar sig vara rätt svårt att bli av med Gwen när hon har bestämt sig för något. Tillsammans med Walter och hans assistenter löser de olika fall.

## Rollista i urval
- Billy Campbell - Walter
- Ally Walker - Gwen
- Marlo Marron - Billie
- Agustin Rodriguez - Tito

## Avsnitt
1. "Pilot"
2. "A Missing Person"
3. "My Old Flame"
4. "Farewell My Lovelies"
5. "Cinderello"
6. "Black River Bride"
7. "If You Only Knew"
8. "Careless Dentist Blues"
9. "Quiero Vivir"
10. "In a Safe Place"
11. "Memory Man"
12. "Small Packages"
13. "Watching the Detectives"